# Ri Son-gwon
Ri Son-gwon (coréen : 리 선권 ) est un homme politique et diplomate nord-coréen. En janvier 2020, il est nommé dans les médias comme le successeur du ministre des Affaires étrangères Ri Yong-ho,.

## Carrière
Ri dirige une délégation nord-coréenne pour les premiers pourparlers inter-coréens depuis plus de deux ans en janvier 2018. Il était autrefois connu comme le bras droit de Kim Yong-chol et participe à un deuxième cycle d'entretiens militaires au niveau opérationnel en octobre 2006. Il est également anciennement colonel principal au sein de l'armée populaire coréenne. 
Le 21 janvier 2020, il est nommé ministre des Affaires étrangères dans le gouvernement de Kim Jae-ryong.